# Серена Амато
Серена Амато (ісп. Serena Amato, 10 вересня 1974) — аргентинська яхтсменка.
Бронзова призерка Олімпійських Ігор 2000 Europe року, учасниця 1996 року.
Переможниця Панамериканських ігор 1999 року в класі Європа.